# Olivia Burnette
Olivia Burnette (* 24. März 1977 in San Clemente, Kalifornien; gebürtig Olivia Nicole Burnette) ist eine US-amerikanische Schauspielerin.

## Leben
Burnette debütierte als Kind in einer Folge der Fernsehserie Trio mit vier Fäusten aus dem Jahr 1985. Für ihre Rolle im Fernsehdrama Ein Hoch auf die Familie (1987), in dem sie neben Ed Begley junior und Diane Ladd spielte, erhielt sie 1988 die erste der bislang elf Nominierungen für den Young Artist Award. Zwei dieser Nominierungen (in den Jahren 1992 und 1993) erhielt sie für ihre Auftritte in der Fernsehserie Alle meine Kinder in den Jahren 1991 und 1992. Ihre letzte Nominierung für den Young Artist Award bekam sie 1995 für die Rolle im Fernsehdrama … und Hoffnung auf Liebe aus dem Jahr 1994.
Im Western Schneller als der Tod (1995) spielte Burnette an der Seite von Sharon Stone, Gene Hackman und Russell Crowe. Im Thriller Auge um Auge (1996) verkörperte sie die von Robert Doob (Kiefer Sutherland) ermordete Tochter von Karen McCann (Sally Field), die von ihrer Mutter gerächt wird. Burnette zog daraufhin von Los Angeles nach New York City, wo sie die Tisch School of the Arts der New York University besuchte. Sie schloss ihr Studium mit Diplomen in Anglistik und Filmkunst ab.
Burnette produzierte den Kurzfilm Mountain Cry aus dem Jahr 2000 mit. Sie heiratete den Komponisten Julian Sakata, mit dem sie gemeinsam in Südkalifornien lebt. Ihr jüngerer Bruder Justin war ebenfalls als Kinderdarsteller tätig.

## Filmografie (Auswahl)
- 1987: Ein Hoch auf die Familie (Celebration Family, Fernsehfilm)
- 1987: Ein Ticket für Zwei (Planes, Trains & Automobiles)
- 1988: Gebot des Schweigens (A Stoning in Fulham County, Fernsehfilm)
- 1988: Inferno auf Rampe 7 (Disaster at Silo 7, Fernsehfilm)
- 1990: Zurück in die Vergangenheit (Quantum Leap, Fernsehserie, 2 Folgen)
- 1990: Der große Kampf der kleinen Janice (Why, Charlie Brown, Why?, Fernsehfilm, Stimme)
- 1990: Im Namen der Liebe (Casey’s Gift: For Love of a Child, Fernsehfilm)
- 1991: Final Verdict – Berufung ausgeschlossen (Final Verdict, Fernsehfilm)
- 1991: Der Mann meiner Frau (Hard Promises)
- 1991: Die Mütter-Mannschaft (Backfield in Motion, Fernsehfilm)
- 1991–1993: Alle meine Kinder (The Torkelsons, Fernsehserie, 32 Folgen)
- 1992: Schrei nach Liebe (A Murderous Affair: The Carolyn Warmus Story, Fernsehfilm)
- 1992: Willing to Kill: The Texas Cheerleader Story (Fernsehfilm)
- 1994: … und Hoffnung auf Liebe (The Gift of Love, Fernsehfilm)
- 1995: Schneller als der Tod (The Quick and the Dead)
- 1996: Auge um Auge (Eye for an Eye)
- 1998: Jekyll Island – Ohne Ausweg (Jekyll Island)
- 1998: Kinder des Zorns 5 – Feld des Terrors (Children of the Corn V: Fields of Terror)
- 2000: Superboy Scott (Up, Up, and Away!, Fernsehfilm)
- 2001: Verzweifelt – Eine Mutter schöpft Verdacht (A Mother’s Testimony, Fernsehfilm)
- 2006: Flourish
- 2008–2014: Sons of Anarchy (Fernsehserie, 11 Folgen)
- 2009: Dexter (Fernsehserie, Folge 4x05)
- 2010: The Closer (Fernsehserie, Folge 6x06)

## Auszeichnungen
Young Artist Awards
- 1988: nominiert in der Kategorie "Best Young Actress Under Ten Years of Age in Television or Motion Pictures" für ihre Rolle in Ein Hoch auf die Familie
- 1989: nominiert in der Kategorie "Best Young Actress in a Special, Pilot, Movie of the Week or Mini–Series" für ihre Rolle in Gebot des Schweigens
- 1989: nominiert in der Kategorie "Best Young Actress Guest Starring in a Drama or Comedy Series" für ihre Rolle in Inferno auf Rampe 7
- 1989: nominiert in der Kategorie "Best Young Actress Guest Starring in a Television Series" für ihre Rolle in Jake and the Fatman
- 1991: nominiert in der Kategorie "Best Young Actress Starring in a TV Movie, Pilot or Special" für ihre Rolle in Im Namen der Liebe
- 1992: nominiert in der Kategorie "Best Young Actress Starring in a New Television Series" für ihre Rolle in The Torkelsons
- 1992: nominiert in der Kategorie "Best Young Actress Starring in a Cable Special" für ihre Rolle in Final Verdict
- 1992: nominiert in der Kategorie "Best Young Actress Starring in a Television Series" für ihre Rolle in The Torkelsons
- 1993: nominiert in der Kategorie "Best Young Actress in a Television Movie" für ihre Rolle in Willing to Kill: The Texas Cheerleader Story
- 1994: nominiert in der Kategorie "Best Youth Comedienne" für ihre Rolle in Alle meine Kinder
- 1995: nominiert in der Kategorie "Best Performance by a Youth Actress in a TV Mini–Series or Special" für ihre Rolle in ... und Hoffnung auf Liebe

Quelle: